# Elección municipal de San Salvador de 2003
La elección municipal de San Salvador de 2003 se llevó a cabo el día domingo 16 de marzo de 2003, en ella se eligió el alcalde de San Salvador para el período 2003 - 2006. El resultado final fue la victoria para Carlos Rivas Zamora del partido FMLN, luego de derrotar en las urnas al candidato de ARENA, Evelyn Jacir de Lovo.